# Asociația Sudaneză de Fotbal
Asociația Sudaneză de Fotbal (arabă الإتحاد السوداني لكرة القدم) este forul ce guvernează fotbalul în Sudan. A fost fondată în 1936 și este afiliată FIFA din 1948. 